# 革命管理委员会

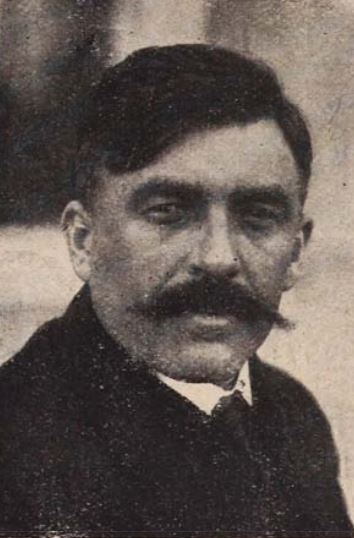
革命管理委员会主席加尔拜·山多尔

革命管理委员会（匈牙利語：Forradalmi Kormányzótanács），也被称为加尔拜政府，是匈牙利苏维埃共和国的最高领导机构和主要执行机关，是其实质上的政府。它存在于1919年3月21日—8月1日，由加尔拜·山多尔担任主席。作为苏维埃共和国的政府，该委员会也被称为苏维埃政府。
该委员会的成员被称为人民委员。1919年4月3日之前，人民委员都有副手，但之后大多数人民委员部由数位平级的人民委员共同领导，使该委员会成为匈牙利历史上规模最大的政府：1919年4月7日—6月24日，该委员会共有35名委员。